# Utricularia flaccida
Utricularia flaccida är en tätörtsväxtart som beskrevs av A. Dc.. Utricularia flaccida ingår i släktet bläddror, och familjen tätörtsväxter. Inga underarter finns listade i Catalogue of Life.